# Benedicto XIII (papa)
Benedicto XIII (en latín: Benedictus PP. XIII), de nombre secular Vincenzo Maria Orsini (nacido Pietro Francesco Orsini; Gravina in Puglia, 2 de febrero de 1649-Roma, 21 de febrero de 1730) fue el 245.º papa de la Iglesia católica desde el 29 de mayo de 1724 hasta su muerte.

## Orígenes y formación
Nacido en Gravina in Puglia, Pietro Francesco Orsini pertenecía a la familia Orsini de Roma. Era el hijo primogénito de Fernando III Orsini, duque de Gravina, y de su esposa Giovanna Frangipane della Tolfa, originaria de Toritto. Su padre falleció cuando tenía nueve años, heredando el ducado de Gravina y los títulos de príncipe de Solofra, príncipe de Vallata, conde de Muro Lucano y patricio de Nápoles.
En 1667, en Venecia, y contra la voluntad de su familia, que en vano había apelado a la intervención del papa Clemente IX, ingresó en la Orden de Predicadores. Profesó sus votos el 13 de febrero de 1668 y sustituyó su nombre de bautismo por el de Vincenzo Maria. Se graduó en filosofía y teología en las universidades de Nápoles, Bolonia y Venecia.

## Carrera eclesiástica
El 24 de febrero de 1671 fue ordenado sacerdote por el papa Clemente X, iniciando una fulgurante carrera en el seno de la Iglesia. 

### Cardenalato y episcopado
En 1672 este mismo papa lo creó cardenal del título de S. Sisto y tres años después lo consagró Arzobispo de Manfredonia. En 1680 fue nombrado obispo de Cesena, manteniendo al grado de Arzobispo ad personam. En 1686 fue trasladado a la sede metropolitana de Benevento, arzobispado que retuvo hasta su muerte a pesar de haber sido elegido sucesivamente Cardenal-Obispo de Frascati (1701), Cardenal-Obispo de Porto-Santa Rufina (1715) y Papa. Debido a su prolongado cardenalato, tomó parte en los cónclaves de 1689, 1691, 1700, 1721 y 1724, resultando elegido sumo pontífice en este último.
En 1709 fue aclamado miembro de la Academia de la Arcadia con el nombre de Teofilo Samio.

## Papado

### Elección
En efecto, después de dos meses de cónclave fue elegido el 29 de mayo de 1724. Manifestó tomar el nombre de Benedicto en honor del papa Benedicto XI, también dominico. Cinco días después fue coronado por el cardenal Benedetto Pamphili, protodiácono de S. Maria in Via Lata. Durante unas semanas utilizó el ordinal «XIV», que posteriormente modificó tras ser advertido de que Pedro de Luna –que reinó con el nombre Benedicto XIII entre 1394 y 1403– había sido declarado antipapa durante el Concilio de Constanza.

### Actuación pontifical

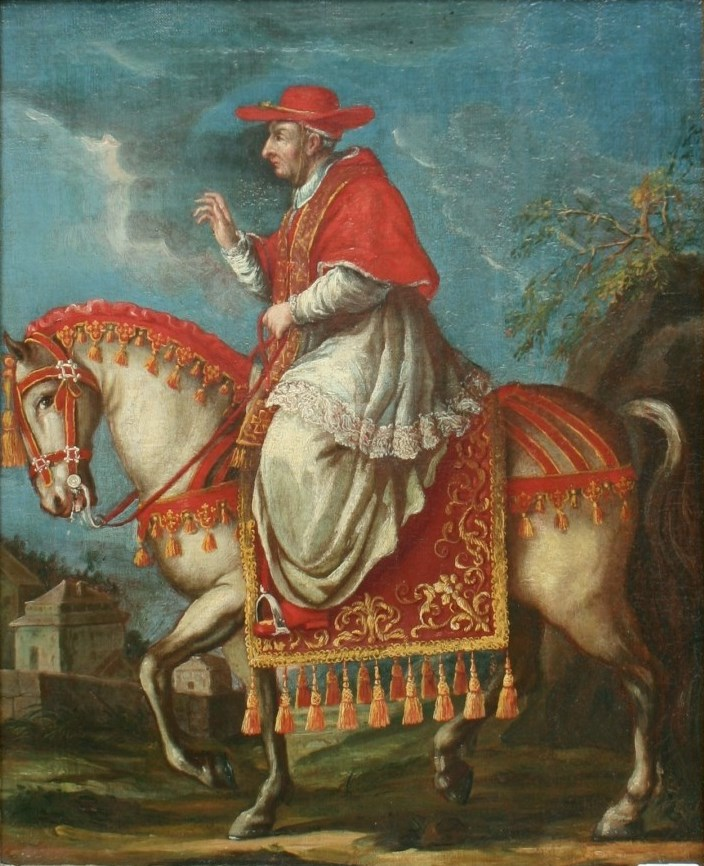
Retrato ecuestre de Benedicto XIII, pintura de Agostino Masucci, Museos Vaticanos

Durante su pontificado se opuso tenazmente al jansenismo, que condenó mediante la nueva bula Unigenitus de 1726, homónima y en idéntico sentido de la promulgada por Clemente XI en 1713. Con todo, el mayor problema lo tuvo con el movimiento de los católicos viejos; en 1725 desautorizó la consagración de su fundador, Cornelius Steenhoven como arzobispo de Utrecht, lo que provocó un cisma dentro de la Iglesia. De este cisma surgió el veterocatolicismo.
Estableció la Congregación de Seminarios (1725) para regular y uniformizar los estudios eclesiásticos. En 1728 publicó en tres volúmenes diversos escritos pastorales, y este mismo año, a instancias del concilio de la provincia eclesiástica Tarraconense, accedió por primera vez a que se pudiera trabajar en determinadas fiestas consideradas «de precepto». 
Benedicto XIII descuidó la administración de la curia romana. Fiel a la regla dominica, llevó una vida austera y de moral extrema, eliminó la lotería de Roma, pero no se abstuvo de repartir profusamente beneficios y prebendas y se despreocupó de las actividades de sus subordinados. A su muerte, la tesorería papal estaba exhausta.

### Canonizaciones
En 1724, Benedicto XIII canonizó a Borís y Gleb. A lo largo de 1726, promulgó la canonización de Juan de la Cruz, Luis Gonzaga –a quien consideró su modelo durante su juventud–, Gregorio VII; Estanislao Kostka, Inés de Montepulciano y Francisco Solano. En 1728 canonizó a Margarita de Cortona y a Serapio de Argel, y en 1729 a Juan Nepomuceno. El 19 de febrero de 1729, proclamó Doctor de la Iglesia a Pedro Crisólogo.

## Muerte
Falleció en Roma el 21 de febrero de 1730 y fue sepultado en la basílica de San Pedro. Tres años después, sus restos fueron trasladados a la capilla de Santo Domingo de la basílica de Santa Maria sopra Minerva. 

### Proceso de beatificación
Anteriormente se intentó abrir el proceso de beatificación de Benedicto XIII en dos ocasiones, la primera en 1755 y la segunda en 1931, pero ambas se estancaron. El proceso fue reabierto el 17 de enero de 2004, siendo finalmente declarado Siervo de Dios en 2012. La fase diocesana del proceso de beatificación concluyó el 24 de febrero de 2017 en la Basílica de San Juan de Letrán con Vallini.

## Cultura popular
Las profecías de San Malaquías se refieren a este papa como Miles in bello ('El soldado en la guerra'), cita que hace referencia a su participación en el asedio de Aviñón.
Se dice que a Benedicto XIII le gustaba tomar huevos guisados como almuerzo, según una receta personal –la cual se conoce en Italia como «huevos benedictinos», nombrada así en su honor–.[cita requerida]